# Дети свинга (фильм, 1993)
«Дети свинга» (англ. Swing Kids; другое название — «Свингеры») —  американская музыкальная драма 1993 года режиссёра Томаса Картера, в которой снимались такие актёры как Кристиан Бейл, Роберт Шон Леонард и Фрэнк Уэйли. Фильм получил смешанные негативные отзывы.

## Сюжет
Действие фильма происходит в Германии 1939 года. Нацисты уже у власти, но война ещё впереди. Два ученика старших классов из Гамбурга, Петер Мюллер (Роберт Шон Леонард) и Томас Бергер (Кристиан Бейл), присоединяются к своим друзьям Арвиду (Фрэнк Уэйли) и Отто (Джейс Барток) в свинг-клубе под названием Bismarck. Они хорошо проводят время, танцуя и наслаждаясь американской музыкой — свингом, которую власти III Рейха считают «дегенеративной». Петер и Томас пытаются быть «детьми свинга» ночью и лояльными членами Гитлерюгенда днём. Но, вскоре танцы и забавы заканчиваются, дороги друзей резко расходятся, им придётся сделать выбор, который навсегда изменит жизнь как их, так и их близких.
Однажды, Петер вернувшись домой обнаруживает свою мать (Барбара Херши) спорящую с нацистским офицером. Глава местного гестапо Кнопп (Кеннет Брана) задаёт фрау Мюллер вопросы о друзьях её покойного мужа. Тот ранее был арестован за то, что он коммунист и скончался после допроса в гестапо.
В доме Арвида Томас случайно уничтожает одну из ценнейших записей Арвида. Желая загладить свою вину перед Арвидом, Петер и Томас похищают из пекарни радио, про которое Петер знает, что его украли из обысканного еврейского дома. Томас убегает, но Питера ловят. Кнопп, которого привлекает мать Петера, ходатайствует за него; в свою очередь, Петер должен вступить в Гитлерюгенд.
Петера, который занимается доставкой книг, просят следить за его боссом, которого нацисты подозревают в работе против рейха. В школе членам Гитлерюгенда рекомендуется следить за своими друзьями и семьями. Томас обвиняет отца в оскорблении Гитлера, надеясь причинить ему неприятности, но встревожен, когда нацисты приходят к нему домой и уводят отца. Его последующие попытки возобновить свою дружбу с Петером и убедить его сотрудничать с нацистами продиктованы страхом.
Арвид работает в джаз-клубе и однажды отказывается играть немецкую песню, за что его покровители клуба обвиняют в том, что он слеп к нацистской повестке дня. Петер сочувствует Арвиду, но Томас поддерживает нацистов. Разозлившись, Петер обзывает Томаса «грёбаным нацистом». Со временем Арвид понимает, что для него в нацистской Германии места нет и совершает самоубийство.
Томас постепенно становится убеждённым сторонником нацистской идеологии, а Петер всё сильнее понимает, что у него нет надежды, разочаровывась тем, как его жизнь разваливается. Однажды он идёт в свинг-клуб, на который нападают члены Гитлерюгенда. Во время драки Томас и Петер сталкиваются лицом к лицу. Томас умоляет друга бежать, но тот не хочет. Петера арестовывает полиция на глазах у брата, Вилли Мюллера (Дэвид Том). Когда Петера увозит полиция, он громко кричит «Свинг Хайль!», гордясь тем, что его брат встал в ряды «детей свинга».

## Роли
- Роберт Шон Леонард — Петер Мюллер
- Кристиан Бейл — Томас Бергер
- Фрэнк Уэйли — Арвид
- Барбара Херши — фрау Мюллер, мать Петера
- Тушка Берген — Иви
- Дэвид Том[англ.] — Вилли Мюллер, брат Петера
- Кеннет Брана (в титрах не указан) — штурмбаннфюрер СС Кнопп, начальник гестапо
- Юлия Штембергер — фрау Линге
- Джейс Барток[англ.] — Отто
- Ноа Уайли — Эмиль Лутц
- Джессика Хайнс (в титрах: Джессика Стивенсон) — Хельга
- Мартин Клунз — баннфюрер
- Дэвид Робб — доктор Дитрих Бергер
- Киаран Мэдден — фрау Бергер
- Шон Пертви — гестаповец
- Джереми Буллок — владелец маленького клуба

## Съёмочная группа
- Режиссёр — Томас Картер
- Продюсеры — Марк Гордон, Джон Бард Манулис[англ.], Гарри Бенн (сопродюсер), Фрэнк Маршалл и Кристофер Меледандри (исполнительные продюсеры)
- Сценарист — Джонатан Марк Фельдман
- Оператор — Ежи Зелиньски
- Композитор — Джеймс Хорнер
- Художники — Аллан Камерон (постановщик), Тони Ридинг, Стив Спенс, Дженни Беван (по костюмам), Рос Шинглтон (по декорациям)
- Монтажёр — Майкл Р. Миллер

## Саундтрек
Саундтрек включает как ранее написанные свинг-композиции, так и музыку специально созданную для фильма Джеймсом Хорнером (треки Хорнера выделены полужирным шрифтом).
1. «Sing, Sing, Sing (With a Swing)» — 5:05 (Луи Прима, 1936)
2. «Nothing to Report» — 1:37
3. «Shout and Feel It» — 2:27
4. «It Don’t Mean a Thing (If It Ain’t Got That Swing)» — 2:51 (Дюк Эллингтон на стихи Ирвинга Миллса[англ.], 1931)
5. «The Letter» — 4:12
6. «Flat Foot Floogee[англ.]» — 3:20 (Слим Гейллард[англ.], Стюарт Слам[англ.] и Бад Грин[англ.], 1938)
7. «Arvid Beaten» — 2:12
8. «Swingtime in the Rockies» — 3:10
9. «Daphne» — 1:52
10. «Training for Utopia» — 3:45
11. «Life Goes to a Party/Jumpin' at the Woodside[англ.]» — 2:17 (Каунт Бейси и Эдди Дарем[англ.], 1938)
12. «Goodnight, My Love[англ.]» — 3:08 (Мак Гордон на стихи Гарри Ревела[англ.], 1936)
13. «Ashes» — 4:21
14. «Bei Mir Bist Du Schön» — 4:11 (Шолом Секунда, 1932)
15. «The Bismarck» — 3:06
16. «Swing Heil» — 5:28

## Отзывы
Фильм получил неоднозначные отзывы критиков. Сайт Rotten Tomatoes оценил его в 56 % (на основе 18 обзоров) со средним баллом 4,9 / 10. Рейтинг одобрения зрителей на том же ресурсе — 79 %. Артхаусный кинокритик Джонатан Розенбаум из Chicago Reader описал фильм как «банальный, но искренний выжиматель слез» (англ. corny but sincere weeper), в то время как Роджер Эберт из Chicago Sun-Times дал фильму всего одну звезду из четырёх и подверг критике сценарий (назвав его «мрачным» и включив его в свой список «Самый ненавистный»). На Metacritic, который присваивает взвешенную среднюю оценку из 100 отзывов от кинокритиков, у фильма рейтинг 39 (на основе 20 обзоров).